# Liste der Naturdenkmale in Perleberg
Die Liste der Naturdenkmale in Perleberg nennt die Naturdenkmale in Perleberg im Landkreis Prignitz in Brandenburg.
In den Spalten befinden sich folgende Informationen:
- Nr.: Identifizierungsnummer nach veröffentlichter Liste. Sie wird von der unteren Naturschutzbehörde des Landkreises oder der kreisfreien Stadt vergeben. Wenn sie bekannt ist, wird sie angegeben. In dieser Spalte kann sich zusätzlich das Wort Wikidata befinden, der entsprechende Link führt zu Angaben zu diesem Naturdenkmal bei Wikidata.
- Bezeichnung: Benennung des Naturdenkmals, in der Regel wird bei Bäume die Baumart genannt. Bekannte Eigennamen werden mit angegeben.
- Gemarkung: Ort oder Gemarkung, in der sich das Naturdenkmal befindet
- Lage: Nennt die Lage des Naturdenkmals im jeweiligen Ortsteil und die geografischen Koordinaten des Naturdenkmals. Link zu einem Kartenansichtstool, um Koordinaten zu setzen. In der Kartenansicht sind Naturdenkmale ohne Koordinaten mit einem roten beziehungsweise orangen Marker dargestellt und können in der Karte gesetzt werden. Denkmale ohne Bild sind mit einem blauen bzw. roten Marker gekennzeichnet, Denkmale mit Bild mit einem grünen beziehungsweise orangen Marker.
- Beschreibung: die Beschreibung des Naturdenkmales
- Schutzzweck: Erläutert den Grund der Unterschutzstellung
- Bild: Zeigt ein Bild des Naturdenkmales und gegebenenfalls ein Link zu weiteren Fotos im Medienarchiv Wikimedia Commons

## Perleberg
| Bild                                    | Bezeichnung                           | Lage | Beschreibung | Schutzzweck                                                                                   | Nummer |
| --------------------------------------- | ------------------------------------- | --- | ------------ | --------------------------------------------------------------------------------------------- | ------ |
| BW                                      | Buche (Fagus silvatica „Atropunicea“) | Perleberg, Goethe-Park, nördlicher Teil; Flur 40, Flurstück 4/1 (53° 4′ 17″ N, 11° 51′ 15,8″ O)                                                |              | Erhaltung und Pflege der besonders schönen, natürlich gewachsenen Buche                       | 1      |
| BW                                      | Eiche (Quercus robur)                 | Perleberg, Grahlplatz, mittlerer Teil; Flur 3, Flurstück 112/5 (53° 4′ 27,4″ N, 11° 51′ 21,4″ O)                                               |              | Erhaltung und Pflege eines alten, besonders stattlichen und standortprägenden Baumes          | 2      |
| BW                                      | Ginkgo (Ginkgo biloba)                | Perleberg, Hof an der Sonderschule, An der Buhne; Flur 37, Flurstück 39 (vermutlich 59) (53° 4′ 28,7″ N, 11° 51′ 37″ O)                        |              | Erhaltung und Pflege des bemerkenswerten großen Exemplars mit Bedeutung für Naturkunde        | 3      |
| Fotos hochladen                         | Eibe (Taxus baccata)                  | Perleberg, vor dem Gottfried-Arnold-Gymnasium, Puschkinstraße; Flur 36, Flurstück 56 (53° 4′ 34,7″ N, 11° 51′ 52,8″ O)                         |              | Erhaltung und Pflege des besonders schönen Baumes mit straßengestaltender Wirkung             | 4      |
| BW                                      | Kastanie (Aesculus hippocastanum)     | Perleberg, An der Pferdeschwemme; Flur 38, Flurstück 7 (53° 4′ 46,1″ N, 11° 51′ 44,9″ O)                                                       |              | Erhaltung und Pflege des besonders schönen und den Platz beherrschenden Baumes                | 5      |
| Direkt Bild zu diesem Denkmal hochladen | Eibe (Taxus baccata)                  | Perleberg, Vor dem Freizeitzentrum, Lindenstraße; Flur 22, Flurstück 266 (53° 4′ 34,7″ N, 11° 51′ 52,8″ O)                                     |              | Erhaltung und Pflege einer alten, eindrucksvollen, baumartigen Eibe                           | 6      |
| Direkt Bild zu diesem Denkmal hochladen | Linde (Tilia platyphyllos)            | Perleberg, Hof des Freizeitzentrums, Lindenstraße; Flur 22, Flurstück 266 ()                                                                   |              | Erhaltung und Pflege des besonders schönen, standortprägenden Baumes                          | 7      |
| BW                                      | Platane (Platanus hybrida)            | Perleberg, Westlich der Brücke Karl-Marx-Straße; Flur 39, Flurstück 112 (53° 4′ 43,3″ N, 11° 51′ 36,2″ O)                                      |              | Erhaltung und Pflege des besonders schönen und aufgrund des Alters mächtigen Baumes           | 8      |
| BW                                      | Magnolie (Magnolia soulangiana)       | Perleberg, Garten des Grundstücks Koloniestraße 5; Flur 39, Flurstück 84 (53° 4′ 36,7″ N, 11° 51′ 31,6″ O)                                     |              | Erhaltung und Pflege des besonders schönen Baumes mit Bedeutung für die Naturkunde            | 9      |
| BW                                      | Eiche (Quercus robur)                 | Perleberg, Hof der Kreisverwaltung, Berliner Straße 49; Flur 29, Flurstück 23/7 (53° 4′ 27″ N, 11° 52′ 10,4″ O)                                |              | Erhaltung und Pflege einer den Standort prägenden schönen Eiche                               | 10     |
| BW                                      | Eiche (Quercus robur)                 | Schönfeld, Südlicher Ortsrand Wüsten Buchholz, am Weg (Straße Kolonie) nach Groß Buchholz; Flur 4, Flurstück 398 (53° 7′ 29″ N, 11° 50′ 43″ O) |              | Erhaltung und Pflege einer alten, mächtigen, besonders schön gewachsenen Eiche                | 11     |
| BW                                      | Eiche (Quercus robur)                 | Lübzow, Vor der alten Schule in Lübzow; Flur 1, Flurstück 30 (53° 6′ 24,1″ N, 11° 54′ 0,8″ O)                                                  |              | Erhaltung und Pflege des alten, besonders stattlichen und standortprägenden Baumes            | 12     |
| Direkt Bild zu diesem Denkmal hochladen | Findling                              | Gramzow, Ca. 1500 m östlich von Gramzow, ca. 100 m westlich des Weges Klein Linde – Steinberg; Flur 2, Flurstück 14 ()                         |              | Erhaltung und Sicherung eines der größten Findlinge im Kreis mit erdgeschichtlicher Bedeutung | 13     |
| Direkt Bild zu diesem Denkmal hochladen | Buche (Fagus silvatica)               | Groß Linde, Nord-westlicher Ortsrand Groß Linde, am Friedhof; Flur 1, Flurstück 33 ()                                                          |              | Erhaltung und Pflege einer bemerkenswert schönen und standortprägenden Buche                  | 14     |
| BW                                      | Eiche (Quercus robur)                 | Düpow, Östlicher Ortsausgang Düpow, an der B 5; Flur 2, Flurstück 29/5 (53° 3′ 42,5″ N, 11° 53′ 56,5″ O)                                       |              | Erhaltung und Pflege einer besonders mächtigen und den Standort prägenden Eiche               | 15     |
| Direkt Bild zu diesem Denkmal hochladen | Erle (Alnus glutinosa)                | Rosenhagen, Westlicher Ortsrand Rosenhagen, auf dem Gelände des ehemaligen Gutes; Flur 5, Flurstück 4/8 ()                                     |              | Erhaltung und Pflege einer mächtigen Erle aufgrund ihres besonderen Wuchses                   | 16     |
| Direkt Bild zu diesem Denkmal hochladen | Linde (Tilia platyphyllos)            | Rosenhagen, Weidefläche hinter der Kirche Rosenhagen; Flur 4, Flurstück 18/3 ()                                                                |              | Erhaltung und Pflege einer sehr alten Linde mit natürlichem Wuchs                             | 17     |